# Parnassia faberi
Parnassia faberi är en benvedsväxtart som beskrevs av Daniel Oliver. Parnassia faberi ingår i släktet Parnassia och familjen Celastraceae. Inga underarter finns listade.